# 高修 (1918年)
高修（1918年6月—2015年9月4日），原名宫云政，男，山东牟平人，中华人民共和国政治人物，曾任中华人民共和国商业部副部长，北京市人民委员会副市长。